# Венцислав Василев (поет)
Венцислав Василев е съвременен български поет.

## Биография
Роден е през 1982 г. в Добрич, живял в Силистра и Варна, преди да се установи в София. Завършил е Висшето военноморско училище „Никола Йонков Вапцаров“, а преди това Техникум по икономика.

## Творчество
Автор е почти изцяло на философска лирика. Започва да твори след като завършва висшето си образование, но заличава голяма част от произведенията си. Като цяло спира да пише поезия след последната си стихосбирка „Някой идва с моята походка“, издадена през 2021 г. от Литературен кръг Смисъл. Пет години по-рано издава „Утаяване на естеството“, 2016 г., издателство Жанет 45. 
Ранните му произведения са почти изцяло в класически стих, докато късните – в свободна форма. 
Поезията му понякога е доста абстрактна, но това не е за сметка на съдържанието. Дори напротив, други автори са казвали, че в неговите редове съдържанието е твърде наситено, няма празни думи, а постоянна концентрация на смисъл. Според самия него писането е просто един от инструментите му за себенаблюдение и себепознание. Смята т. нар. философска лирика по-скоро за психологическа лирика, в която се опитва да осветява скритите ни подбуди и затъмнените области на подсъзнанието. 
На последната си стихосбирка авторът не прави никакви представяния, а на личната си страница в социалната мрежа Facebook обявява, че подарява по един екземпляр на всеки, който я пожелае, до изчерпване на тиража. 